# Lumiar (stație de metrou din Lisabona)
Lumiar este o stație a liniei galbene a metroului din Lisabona, situată între străzile Da Torre, República do Paraguai și Cordeiro Ferreira din freguesia Lumiar, în vecinătatea aeroportului din Lisabona. Stația permite accesul la Palatul Monteiro-Mor, la Muzeul Național al Costumelor și la Muzeul Național al Teatrului.

## Istoric
„Lumiar” a fost inaugurată pe 27 martie 2004, în același timp cu Odivelas, Senhor Roubado, Ameixoeira și Quinta das Conchas, odată cu extinderea liniei galbene a metroului către Odivelas.
Proiectul original al stației aparține arhitectului Dinis Gomes, iar decorațiunile aparțin artiștilor plastici António Moutinho, Marta Lima și Susete Rebelo.
Precum toate stațiile mai noi ale metroului din Lisabona, „Quinta das Conchas” este echipată pentru a deservi și persoanele cu dizabilități locomotoare, dispunând de lifturi și scări rulante pentru ușurarea accesului la peroane.

## Legături

### Autobuze orășenești

#### Carris
- 206 Cais do Sodré ⇄ Senhor Roubado (Metrou) (serviciu de dimineață)
- 207 Cais do Sodré ⇄ Fetais (serviciu de dimineață)
- 703 Charneca ⇄ Bairro de Santa Cruz
- 717 Praça do Chile ⇄ Fetais
- 737 Cais do Sodré ⇄ Odivelas (Bairro Dr. Lima Pimentel)
- 796 Campo Grande (Metro) ⇄ Galinheiras[4]

### Autobuze preorășenești

#### Rodoviária de Lisboa
- 201 Lisabona (Campo Grande) ⇄ Caneças (Escola Secundária)
- 300 Lisabona (Campo Grande) ⇄ Sacavém (Praça da República)
- 311 Lisabona (Campo Grande) ⇄ Bairro das Coroas (Alto do Moinho)
- 312 Lisabona (Campo Grande) circulație via Charneca
- 313 Lisabona (Campo Grande) circulație via Sacavém
- 331 Lisabona (Campo Grande) ⇄ Bucelas
- 335 Lisabona (Campo Grande) ⇄ Bucelas via Fanhões
- 336 Lisabona (Campo Grande) ⇄ Bucelas via Ribas
- 901 Lisabona (Campo Grande) ⇄ Caneças (Escola Secundária)
- 931 Lisabona (Campo Grande) ⇄ Pontinha (Metrou) via Centro Comercial[5]